# Backaryd
Backaryd er et byområde i Ronneby kommun i Blekinge län i Sverige, beliggende 17 kilometer nord for kommunens hovedby Ronneby. Backaryd var tidligere en stationsby på den smalsporede Bredåkra–Tingsryds Järnväg mellem Ronneby og Tingsryd.

## Industri
Byen rummer Backarydsgruppen; firmaet består af moderselskabet Karosseriverken I Urbanusson AB, datterselskaberne U-Lift AB, Euro-Lans Ambulanser AB og Prototypcenter. Backarydsgruppen omsatte i 2005 for 200 mio. SEK og havde 130 ansatte.
Desuden findes strømpeproducenten Pahne Textil AB.

## Idræt
I byen ligger BSK - Backaryds Sportklubb.